# Obdobje pomladi in jeseni
Obdobje pomladi in jeseni je bilo obdobje v kitajski zgodovini od približno 770 do 481 pr. n. št. (ali pozneje), ki približno ustreza prvi polovici obdobja Vzhodnega Džova. Ime obdobja izhaja iz Letopisov pomladi in jeseni, kronike države Lu med letoma 722 in 481 pr. n. št., ki jo izročilo povezuje s Konfucijem (551–479 pr. n. št.). V tem obdobju se je kraljeva oblast nad različnimi lokalnimi državami zmanjšala. Regionalna gospoda je postajala vedno bolj avtonomna, se pogajala o lastnih zavezništvih, vodila medsebojne vojne in kljubovala kraljevemu dvoru v Luojiju. Za konec obdobja pomladi in jeseni ter začetek obdobja vojskujočih se držav se običajno šteje postopna delitev Jina, ene najmočnejših držav Vzhodnega Džova. 

## Ozadje
Leta 771 pr. n. št. je invazija Čuanrongov v koaliciji z državama Dzeng in Šen uničila prestolnico Zahodnega Džova Haodžing, ubila kralja Jova in za kralja v vzhodni prestolnici Luoji (雒邑) postavila kronskega princa Jidžuja.  Dogodek je pomenil začetek obdobja Vzhodnega Džova, razdeljenega na obdobje pomladi in jeseni ter obdobje vojskujočih se držav. V prvem obdobju je kitajski fevdalni sistem fengdžjan (封建) postal večinoma nepomemben. Dvor Džova, ki je izgubil svojo domovino v regiji Guandžong, je imel nominalno oblast, v resnici pa je imel oblast in nadzor le nad majhno kraljevo domeno s središčem v Luojiju. V zgodnjem delu obdobja dinastije Džov so fevde dobili  kraljevi sorodniki in generali, da bi se ohranila oblast Džova nad ogromnim ozemljem. Ko je moč kraljev usahnila, so ti fevdi postajali vse bolj neodvisne države. 
Najpomembnejše države, kasneje znane kot dvanajst vazalov, so se zbirale na rednih konferencah, kjer so odločale o pomembnih zadevah, kot so vojaške ekspedicije proti tujim ljudstvom ali proti užaljenim plemičem. Na teh konferencah je bil včasih eden od vazalov razglašen za hegemona (kitajsko 伯, pinjin bó, pozneje kitajsko 霸, pinjin bà). 
V nadaljevanju obdobja so večje in močnejše države pripojile manjše ali zahtevale oblast nad njimi. Do 6. stoletja pr. n. št. je večina majhnih držav izginila in na Kitajskem je prevladovalo samo nekaj velikih in močnih kneževin. Nekatere južne države, kot sta bili Ču in Vu, so zahtevale neodvisnost od Džova in se začele spopadati.  
Sredi meddržavnih spopadov za oblast so se širili tudi notranji konflikti: znotraj Džina  se je med seboj vojskovalo šest elitnih posestniških družin, v Čiju so se politični sovražniki lotili odstranitve družine Čen, legitimnost vladarjev pa so v državljanskih vojnah v Činu in Čuju  pogosto izpodbijali različni kraljevi družinski člani. Ko so se ti močni lokalni vladarji trdno uveljavili znotraj svojih domen, se je leta 403 pr. n. št. začelo obdobje vojskujočih se držav, v katerem so si ozemlje Vzhodnega Džova razdelike tri preostale elitne družine - Džao, Vej in Han.

## Zgodnje obdobje (771-685 pr. n. št.)

### Selitev dvora na vzhod (771 pr. n. št.)
Potem ko so markiz Šen in barbari Čuanrongi oplenili prestolnico Džova, je dinastija svojo prestolnico preselila iz opustošenega Dongdžova v Haodžing v dolini Rumene reke. Dinastija je bila zdaj bliže svojim glavnim podpornikom, zlasti Džinu in Džengu. Kraljeva družina Džov je imela precej šibko oblast in se je za zaščito zanašala na vladarje teh vazalnih držav, zlasti med begom v vzhodno prestolnico. V Čengdžovu so princa Jidžuja njegovi podporniki okronali za kralja Pinga.
Domena Džova se je močno zmanjšala na Čengdžov in bližnja območja. Dvor ni več mogel vzdržavati šestih divizij vojakov, zato so morali kralji Džova za obrambo pred napadi od zunaj in reševanje notranjih bojev za oblast zaprositi za pomoč močne vazalne države. Dvor ni nikoli več pridobil svoje nekdanje moči in kralj je postal  figura regionalnih držav in obredni vodja templja prednikov klana Dži. Obdržal je nebeški mandat, a je imel le naslov in malo dejanske moči. 
Z upadom moči Džova je bilo porečje Rumene reke razdeljeno na stotine majhnih avtonomnih držav, od katerih je bila večina sestavljena iz enega samega mesta. Peščica držav je imela več mest, zlasti tiste na obrobju, in moč in priložnost za širitev. V kronikah tistega  obdobja je omenjenih skupno 148 držav, od katerih so 128 držav do konca obdobja  absorbirale štiri največje države.
Kmalu po selitvi kraljevega dvora v Čengdžov je nastal hierarhični sistem zavezništva, v katerem ke kralj Džova voditelju države z najmočnejšo vojsko podelil naslov hegemona (霸). Hegemon je bil dolžan zaščititi šibkejše države Džova in kraljevino Džov pred vsiljivimi tujimi ljudstvi, zlasti Severnemu Diju, Južnemu Manu, Vzhodnemu Jiju in Zahodnemu Rongu.  V tem političnem okviru se je ohranil sistem fengdžjan, vendar so meddržavni in znotrajdržavni konflikti pogosto privedli do zmanjšanja spoštovanja klanskih običajev, spoštovanja družine Dži in solidarnosti z drugimi ljudstvi Džova. Kraljev prestiž je legitimiral vojaške voditelje držav in pomagal mobilizirati kolektivno obrambo ozemlja Džova pred "barbari".
V naslednjih dveh stoletjih so se za nadoblast borile štiri najmočnejše države – Čin, Džin, Či in Ču. Te države z več mesti so pogosto uporabljale pretvezo pomoči in zaščite, da bi posredovale in pridobile suverenost nad manjšimi državami. Med tem hitrim širjenjem so se meddržavni odnosi stalno menjavali – na nižji ravni z vojskovanjem in na višji ravni z zapleteno diplomacijo.

### Džengovi spori z dvorom (722–685 pr. n. št.)
Leta 722 pr. n. št. Se je na prestol povzpel vojvoda Jin iz Luja. Tega leta se je začela pisati uradna kronika, znana kot Letopisi pomladi in jeseni, ki je skupaj z njenimi komentarji standardni vir podatkov za obdobje pomladi in jeseni. Znano je, da so ustrezne kronike obstajale tudi v drugih državah, vendar so bile vse razen kronike Luja izgubljene. 
Leta 717 pr. n. št. je vojvoda Dženg iz Džuanga  odšel v prestolnico na sprejem h kralju Huanu. Med srečanjem je vojvoda menil, da z njim niso ravnali dovolj spoštljivo in po bontonu, glede na to, da je bil glavni zaščitnik prestolnice. Leta 715 pr. n. št. se je Dženg zapletel v spor z Lujem tudi glede polj Šu. Kralj je polja namenil izključno za proizvodnjo kraljevih daril za sveto goro Taj Šan, Dženg pa je nanje gledal kot na vsa druga polja, kar je za dvor pomeniko žalitev.
Do leta 707 pr. n. št. so se odnosi tako zaostrili, da je kralj sprožil kazensko ekspedicijo proti Džengu. Vojvoda je izvedel protinapad na ozemlje Džova, premagal kraljeve sile v bitki pri Šugeju in ranil samega kralja. Dženg je bil prvi vazal, ki je odkrito kljuboval kralju, s čimer je začel stoletna vojskovanja brez spoštovanja starih tradicij, značilnih za to obdobje. Izkazovanje Džengove vojaške moči je bilo učinkovito, dokler težave z nasledstvom po njegovi smrti leta 701 niso oslabile njegove države. 
Leta 692 pr. n. št. je prišlo do neuspelega poskusa atentata na kralja Džuanga, ki so ga orkestrirali zarotniki na dvoru.

## Pet hegemonov (685–591 pr. n. št.)

### Hegemonija Čija  (685–643 pr. n. št.)
Prvi hegemon je bil vojvoda Huan iz Čija (vladal 685–643 pr. n. št.). S pomočjo svojega predsednika vlade Guan Džonga je reformiral Či, da bi centraliziral svojo oblast. Država je bila razdeljena na 15 okrajev (縣). Po pet okrajev so upravljali vojvoda in dva višja ministra. Vojaške funkcije so bile združene s civilnimi. Te in z njimi povezane reforme so državi, ki je že bila močna zaradi nadzora trgovskih križišč, zagotovile večjo sposobnost mobilizacije virov kot v drugim, bolj ohlapno organiziranim državam.
Do leta 667 pr. n. št. je Či jasno pokazal svojo gospodarsko in vojaško prevlado in vojvoda Huan je zbral voditelje Lua, Songa, Čena in Dženga, ki so ga izvolili za svojega voditelja. Kmalu zatem mu je kralj Hui iz Džova podelil naziv bà (hegemon), s čimer mu je  podelil tudi kraljeva pooblastila v vojaških zadevah.  Pomembna podlaga za utemeljitev Čijeve  prevlade nad drugimi državami je bila načelo 'Časti kralja in izženi barbare' (尊王攘夷, zun wang rang yi). Podobna je bila tudi vloga kasnejših hegemonov: bili so primarni branilci in podporniki  nominalne oblasti Džova in obstoječega reda. V prvih enajstih letih svoje hegemonije je vojvoda Huan posegel v boj za oblast v Luju, zaščitil državo Jan pred vdorom nomadov Zahodnih Rongov, pregnal nomade severnega Dija po njihovih vdorih v Vej in Šing ter ljudem zagotovil živila in zaščitne garnizije in vodil združeno vojsko osmih držav, da bi osvojili Caj in s tem preprečili širjenje Čuja proti severu.
Po Huanovi smrti leta 643 pr. n. št. se je za njegov prestol potegovalo pet njegovih sinov. Notranji spopadi so tako oslabili Či, da ni več veljala za hegemona. Naslednjih skoraj deset let  ni imel noben vladar naslova hegemona.

### Hegemonija Songa (643-637 pr. n. št.)
Po propadu Čija je položaj hegemona poskušal pridobiti vojvoda Šjang iz Songa, morda zato, da bi obudil dinastijo Šang, iz katere je izhajal Song. Skliceval je mirovne konference v enakem slogu kot Či in izvajal agresivne vojaške akcije proti svojim tekmecem. Ambicije vojvode Šjanga so se končale, ko je v nasprotju z nasveti svojega osebja napadel veliko večjo državo Ču. Sile Songa so bile leta 638 pr. n. št. poražene v bitki pri Hongu (泓), sam vojvoda pa je naslednje leto umrl zaradi poškodbe, ki jo je utrpel v bitki. Po Šjangovi smrti so njegovi nasledniki uvedli skromnejšo zunanjo politiko, ki je bolj ustrezala majhnosti njihove države.
Kralj Džova vojvode Šjanga nikoli ni uradno priznal za hegemona,  zato ga nekateri viri ne navajajo kot enega od petih hegemonov.

### Hegemonija Džina (636-628 pr. n. št.)
Ko je po dolgem izgnanstvu leta 636 pr. n. št. prišel na oblast v Džinu vojvoda Ven, je izkoristil reforme svojega očeta, vojvode Šjana (vladal 676–651 pr. n. št.), ki je centraliziral državo in pobil vse sorodnike, ki bi lahko ogrozili njegovo oblast. Osvojil je šestnajst manjših držav in absorbiral nekaj ljudstev, da je Džin postal veliko močnejši, kot je bil prej. Ko je vojvoda Ven leta 635 pr. n. št. pomagal kralju Šjangu v boju za nasledstvo, mu je kralj podelil strateško dragoceno ozemlje v bližini mesta Čengdžov. 
Vojvoda Ven je nato uporabil svojo rastočo moč in jo skupaj Čijem, Činom in Songom usmeril proti Čuju, ki je po smrti vojvode Huana začel pogledovati po ozemlju na severu. Po odločilnem porazu Čuja v bitki pri Čengpuju leta 632 pr. n. št. je bila zvestoba vojvode Vena kralju Džova nagrajena na meddržavni konferenci, ko mu je kralj Šjang podelil naziv hegemona (bà).
Po smrti vojvode Vena leta 628 pr. n. št. so se  naraščajoče napetosti pokazale v meddržavnem nasilju, ki je manjše države, zlasti tiste na meji med Džinom in Čujem, spremenilo v prizorišča nenehnih vojn. Či in Čin sta se zapletla tudi v številne spopade z Džinom in njegovimi zavezniki, da bi okrepila lastno moč.

### Hegemonija Čina (628-621 pr. n. št.)
Vojvoda Mu iz Čina se je povzpel na prestol leta 659 pr. n. št. in sklenil zavezništvo z Džinom tako, da je svojo hčer poročil z vojvodo Venom. Leta 624 pr. n. št. je vzpostavil hegemonijo nad zahodnimi barbari Rongi in postal najmočnejši gospod tistega časa. Vojvoda Mu ni sklenil nobenega zavezništva z drugimi državami, niti ga je kralj uradno priznal za hegemona, zato ga kot enega od petih hegemonov ne sprejemajo vsi viri. 

### Hegemonija Čuja (613-591 pr. n. št.)
Kralj Čuja Džuang je razširil meje Čuja daleč severno od reke Jangce in ogrozil države na ozemlju sedanjega Henana. V neki točki so sile Čuja prodrle skoraj do kraljeve  prestolnice Čengdžov. Prestolnici je bilo nazadnje prizaneseno in Ču je začel nadlegovati sosednje države.  Kralja Dženga je pred vsiljivci poskušala rešiti nekoč hegemonska država Džin, vendar je bila odločno poražena. Poraz je označil začetek vzpona Čuja kot prevladujoče države tistega časa.
Džov ni samozvanega kralja Džuanga nikoli priznal za kralja, čeprav je bil de facto hegemon. V Letopisih pomladi in jeseni je kljubovalno omenjen kot dzi (子, vladar, nepotrjen gospod) celo v času, ko je vladal večini južne Kitajske. Poznejši zgodovinarji ga kljub temu vedno štejejo za enega od petih hegemonov.

## Pozno obdobje pomladi in jeseni (591-453 pr. n. št.)

### Šest ministrov (588 pr. n. št.)
Poleg meddržavnih konfliktov so se pojavljali tudi notranji konflikti med državnimi voditelji in lokalnimi aristokrati. Sčasoma so vojvode Luja, Džina, Dženga, Veja in Čija postali voditelji močnih aristokratskih družin.
V Džinu se je ta premik zgodil leta 588 pr. n. št., ko je bila vojska razdeljena na šest neodvisnih divizij, od katerih je v vsaki prevladovala ločena plemiška družina: Dži (智), Džao (趙), Han (韓), Vej(魏), Fan (范) in Džonghang (中行). Glavam šestih družin so podelili naslove vikontov in jih postavili za ministre, pri čemer je vsak vodil enega od šestih resorjev vlade dinastije Džov.  Od te točke naprej zgodovinarji omenjajo "šest ministrov" kot prave nosilce oblasti v Džinu. 
V Luju se je to zgodilo leta 562 pr. n. št., ko so trije Huani (klani) razdelili vojsko na tri dele in vzpostavili vsak svojo vplivno sfero. Vodje vseh treh delov Luja so bili vedno glave družin. 

### Vzpon Vuja (584 pr. n. št.)
Vu je bila država v sodobnem Džjangsuju in zunaj kulturne sfere Džova, Država je veljala za "barbarsko", ker so prebivalci nosili kratke lase in tetovaže ter govorili nerazumljiv jezik. Njena vladajoče hiša je trdila, da so njeni daljni predniki iz dinastije Dži (Džov), vendar ni sodelovala niti v politiki niti v vojnah Kitajske do zadnje tretjine pomladnega in jesenskega obdobja. 
Prvi dokumentirani stik Vuja z državami pomladi in jeseni je bil leta 584 pr. n. št., ko je vojska Vuja  napadla majhno obmejno državo Tan (郯), kar je povzročilo nekaj preplaha na različnih kitajskih dvorih. Džin je hitro poslal veleposlanika na dvor kralja Vuja Šoumenga z obljubo, da bo Vuju priskrbel sodobno vojaško tehnologijo in usposabljanje v zameno za zavezništvo proti Čuju, Vujevemu sosedu in Džinovemu sovražniku v boju za nadoblast. Kralj Šoumeng je ponudbo sprejel in več naslednjih  let nadlegoval Ču.

### Poskusi pomiritve (579  pr. n. št.)
Po obdobju vse bolj izčrpavajočega vojskovanja so se Či, Čin, Džin in Ču leta 579 pr. n. št. srečali na konferenci o razorožitvi in se dogovorili, da bodo razglasili premirje in omejili svojo vojaško moč.  Mir ni trajal prav dolgo in kmalu je postalo očitno, da je vloga hegemona zastarela. Štiri velike države so pridobile vsaka svojo sfero oblasti in pojem zaščite ozemlja Džova je postal manj prepričljiv kot nadzor in nato kulturna asimilacija ozemelj in prebivalcev izven ozemlja Džova.
V tem procesu so bile ustanovljene nove aristokratske hiše, lojalne močnim državam in ne neposredno kraljem Džova. Proces se je do konca 7. stoletja pr. n. št. upočasnil, verjetno zato, ker je bilo ozemlje, ki je bilo na voljo za širitev, v veliki meri izčrpano. Kralji Džova so izgubili velik del svojega ugleda. Ko je bil za hegemona priznan vojvoda Dao iz Džina (vladal 572–558 pr. n. št.), je imelo imenovanje veliko manjši pomen kot prej.

### Hegemonija Vuja (506-496 pr. n. št.)
Leta 506 pr. n. št. se je na prestol Vuja povzpel kralj Helu. S pomočjo Vu Dzišuja in Sun Tzuja, avtorja Umetnosti vojne, je sprožil več velikih ofenziv proti državi Ču. Zmagal je v petih bitkah in  osvojil prestolnico Jing. Ču je uspel dobiti pomoč države Čin, ki je porazila predhodnico vojske Vuja pod poveljstvom Helujevega mlajšega brata Fugaja. Po neuspelem Fugajevem uporu je bil Helu prisiljen na beg v Ču, kjer je leta 496 pr. n. št. umrl. Nekateri viri ga navajajo kot enega od petih hegemonov. 
Nasledil ga je sin Fučaj, ki je skoraj uničil državo Jue in aretiral njenega kralja Govdžjana.  Fučaj je kasneje premagal tudi Či in razširil vpliv Vuja na osrednjo Kitajsko. 
Leta 499 pr. n. št. je bil filozof Konfucij imenovan za vršilca dolžnosti predsednika vlade Luja. Tradicionalno, čeprav malo verjetno, velja za avtorja ali urednika Letopisov pomladi in jeseni, ki so glavni vir podatkov za to obdobje kitajske zgodovine. Konfucij je bil po dveh letih prisiljen odstopiti in je dolga leta taval med različnimi državami, preden se je vrnil v Lu. Po vrnitvi ni nadaljeval politične kariere, ampak je raje poučeval. Izročilo pravi, da je v tem času uredil ali napisal Pet klasik, vključno z omenjenimi Letopisi.  

### Hegemonija Jueja (496-465 pr. n. št.)
Leta 482 pr. n. št. je kralj Vuja Fučaj organiziral meddržavno konferenco, da bi utrdil svojo bazo moči. Medtem je Jue ogrozil njegovo prestolnico. Fučaj se je vrnil domov in po padcu mesta leta 473 pr. n. št. leta  umrl. Jue se je nato osredotočil na šibkejše sosednje države in ne na velike sile na severu. S pomočjo Vujevega sovražnika Čuja je kralju Govdžjanu po več desetletjih spopadov leta 473 pr. n. št. uspelo uničiti in priključiti Vu. Po tem dogodku je bil priznan za hegemona.  
Do Džvanovi Komentarji, Gvoju in Šidži ne vsebujejo skoraj nobenih podatkov o Gvodžjanovem kasnejšem vladanju in politiki. Sima Čjan omenja, da je vladal do svoje smrti. Njegovi nasledniki, za katere ni nobenega biografskega podatka, so vladali šest generacij, dokler jih ni v obdobju vojskujočih se držav absorbiral Ču. 

### Delitev Džina
Po dolgem obdobju moči so začeli vladarji Džina začeli izgubljati oblast nad svojimi ministrskimi družinami. Obsežna državljanska vojna med letoma 497 in 453 pr. n. št. se je končala z odpravo večine plemiških družin. Preostale aristokratske družine so razdelile Džin v tri države naslednice: Han, Vej in Džao. Delitev je zadnji dogodek, zabeležen v Dzuo Džuanu. 
Po absorbciji večine manjših držav v tem obdobju je v domeni Džova ostalo sedem večjih držav: trije fragmenti Džina, velike sile Čin, Ču in Či in šibkejša država Jan (燕) v bližini sodobnega Pekinga. Razdelitev Džina skupaj z Tjanovo uzurpacijo Čija označuje začetek obdobja vojskujočih se držav.

## Odnosi med državami
Starodavni viri, kot sta Dzuo Džuan in Dzuo Čunčju, beležijo različne diplomatske dejavnosti, kot so vzajemni obiski dvorov vladarjev (朝, cháo), srečanja uradnikov ali plemičev različnih držav (會, 会, huì), misije prijateljskih poizvedb pri drugih vladarjih (聘, pìn), odposlance, poslane iz ene države v drugo (使, shǐ), in lovske zabave, ki se se jih udeleževali predstavniki različnih držav (狩, shou). 
Država Ču, ki ni bila džovovskega izvora, je veljala za polbarbarsko. Na njene vladarje,  začenši s kraljem Vujem leta 704 pr. n. št., so gledali kot na uzurpatorje. Vdore Čuja na ozemlje Džova so druge države večkrat ustavile, zlasti v velikih bitkah Čengpuju leta 632 pr. n. št., Biju leta 595 pr. n. št. in Janlingu leta 575 pr. n. št., ki so obnovile državi Čen in Caj. 

## Književnost
Nekaj delov Petih klasik je obstajalo je obstajalo že v obdobju pomladi in jeseni, saj se v Dzuo Džuanu in Analektih pogosto citirata Knjiga pesmi in Knjiga dokumentov. Po drugi strani pa je v Dzuo Džuanu omenjenih tudi nekaj pesnikov, katerih pesmi so bile šele pozneje vključene v Knjigo poezije.  V Analektih se pogosto omenjajo Obredi. Ker klasična kitajščina ne uporablja ločil ali kakršnih koli oznak za razlikovanje naslovov knjig od običajnih besedil, ni mogoče vedeti, ali sta Bonton in Ceremonijal (Knjiga obredov) knjiga ali samo koncept. Obstoj Knjige sprememb je na drugi strani dobro potrjen v Dzuo Džuanu, saj več znakov kaže, da se je uporabljala za vedeževanje. 
Sima Čjan (145 pr. n. št.-86 pr. n. št.) je trdil, da je bil Konfucij tisti, ki je proti koncu obdobja pomladi in jeseni uredil obstoječe različice Knjige poezije, Knjige dokumentov in Knjige obredov, napisal komentar Deset kril na Knjigo sprememb in napisal celotne Letopise pomladi in jeseni. Njegovo mnenje je bilo dolgo časa prevladujoče mnenje na Kitajskem, sodobna stroka pa meni, da je malo verjetno, da bi lahko vseh Pet klasik napisal en sam avtor. Vse različice teh del izhajajo iz različic, ki jih je uredil Lju Šin v stoletju po Simi Čjanu.  
V obdobju pomladi in jeseni je bilo dejavnih več filozofov, kot sta bila Laodzi in  Sundzi, vendar so bile njihove ideje verjetno zapisane šele v naslednjem obdobju vojskujočih se držav.

## Aristokracija
Aristokracija Zahodnega Džova je med seboj pogosto sodelovala prek kraljevega dvora, potem pa je propad centralne oblasti ob koncu prve polovice dinastije za seboj pustil na stotine nepovezanih avtonomnih držav, ki so se drastično razlikovale po velikosti in virih. Njihove povezave zaradi skupne kulture in religije so s časom vse bolj slabele. Pod socialno-gospodarskim pritiskom so se po državi selila cela ljudstva, obmejne skupine,  nepovezane s kulturo Džova, pa so pridobivale moč.
V tem novem režimu se je uveljavila nastajajoča sistematizacija plemiških razredov. V Zahodnem Džovu so se ukvarjeli s politiko, templji prednikov in legitimnostjo, v Vzhodnem Džovu pa je prišla v ospredje zgolj politika. Naslovi, ki so v preteklosti odražali starost in ugled rodbine, so dobili povsem politični pomen. Na družbenem vrhu sta bila naslova gong (公) in hov (侯), rezervirana za vladarje s sorazmerno  velikim  ozemljem, viri in prestižem. Večina vladarjev je bila iz srednjega družbenega  razreda in se naslavljala z bo (伯) in dzi (子). Vladarji dveh držav so ohranili naslov nan (男). Raziskava iz leta 2012 ni odkrila nobene statusne razlike med gongom in hovom in med dzijem in nanom. Oblikovati se je začel tudi nov razred aristokratov nižjega sloja ši (士), v katerega je spadala gospoda, ki ni bila rojena v aristokratskih družinah, a je bila del elitne kulture. Vzpon po družbeni lestvici je bil pogosto povezan z uradništvom. 
Posameznik, dobro izpričan v procesu razvrščanja vladarskih razredov v skladno shemo, je bil Dzičan iz Dženga, ki je leta 538 pr. n. št. kralju Čuju predložil spomenico, v kateri ga je obvestil o predlaganem novem sistemu, in na mednarodni konferenci leta 529 pr. n. št. trdil, da je treba prispevke razvrščati glede na rang, odvisen od razpoložljivih virov.
Poleg tega razvoja se je pojavil tudi precedens, ko so kralji Džova začeli nadgrajevati plemiške naslove kot nagrado za služenje prestolu, kar je prejemnikom dalo nekaj prestiža, ne da bi kraljevo hišo kaj stalo. Med zatonom kraljeve hiše božanska legitimnost kraljev ni bila nikoli sporna. Kraljev status se je zmanjšal na nekakšno figuro, njegov ugled najstarejšega sina nebes pa je ostal neomajen.
Arheološka izkopavanja in primarni pisni viri kažejo na visoko stopnjo sistematizacije in stabilnosti plemiških naslovov v času Vzhodnega Džova, kar kaže na zgodovinski proces. Pregled bronastih napisov iz 31 zveznih držav, opravljen leta 2007, je odkril samo osem držav, katerih vladarji so uporabljali drugačne vladarske naslove od ustaljenih.

## Pomembne osebnosti

### Pet hegemonov (春秋五霸)
Ker vladarska hiša Džova ni bila dovolj močna, da bi se branila, in ker so se v nekaterih državah dogajale napetosti in konflikti, so nekateri zelo močni lordi prevzeli položaj hegemona, ki naj bi podpiral hišo Džov in vzdrževal mir. Hegemoni so plačevali davek kraljevemu dvoru, sami pa so pobirali davke od drugih vladarjev. Tradicionalno zgodovinopisje v obdobju pomladi in jeseni navaja pet hegemonov:
- vojvoda Huan iz Čija (685–643 pr. n. št.)
- vojvoda Šjang iz Songa  (650–637 pr. n. št.)
- vojvoda Ven iz Džina (636–628 pr. n. št.)
- vojvoda Mu iz Čina (659–621 pr. n. št.)
- kralj Džuang iz Čuja (613–591 pr. n. št.)

ali:   
- vojvoda Huan iz Čija (685–643 pr. n. št.)
- vojvoda Ven iz Džina (636–628 pr. n. št.)
- kralj Džuang iz Čuja (613–591 pr. n. št.)
- kralj Fučaj iz Vuja (613–591 pr. n. št.)
- kralj Govdžjan iz Juja (496–465 pr. n. št.)

### Uradniki in častniki
- Guan Džong, svetovalec vojvode Huana iz Čija
- Baili Ši, prvi minister Čina
- Vu Dzišu, vojvoda Šena, pomemben svetovalec kralja Heluja, junak,[41] ki se pogosto šteje za najbolje dokumetirano osebnost obdobja pomladi in jeseni[53]
- Bo Pi, uradnik pod kraljem Helujem, ki je igral pomembno vlogo v diplomatskih odnosih med Vujen in Juejem
- Ven Džong, svetovalec kralja Govdžjana iz Jueja med njegovo vojno z Vujem
- Fan Li, drug Govdžjanov svetovalec, znan tudi po svoji neverjetni poslovni žilici
- Dzičan, vodja gibanj za samookrepitev Dženga
- Jan Jing ali Jandzi, osrednja osebnost Letopisov mojstra Jana (Jandzi čungju)

### Učenjaki
- Konfucij ali Kongdzi, vodilna sebnost konfucijanstva
- Laotse ali Laodzi, učitelj taoizma
- Modzi, Mozi ali Modze, ustanovitelj mohizma
- Sundzi, avtor Umetnosti vojne

### Drugi
- Lu ban,  mojster gradbeništva
- Jao Li, ki ga je kralj Helu poslal ubit Čing Džija
- Džuan Džu, ki ga je kralj Helu poslal ubit svojega bratranca, kralja Liaoja
- Bo Ja, izjemen glasbenik

## Seznam držav
Knjiga obredov (Lidži) omenja, da je bil Vzhodni Džov razdeljen na 1173 držav, od katerih je po imenu znanih samo 148 držav.
| Ime                                                       | Kitajsko ime     | Glavno mesto                        | Lokacija                          | Ustanovitev             | Ukinitev                                              |
| --------------------------------------------------------- | ---------------- | ----------------------------------- | --------------------------------- | ----------------------- | ----------------------------------------------------- |
| Ba                                                        | 巴               | Jičeng (夷城)                       | okraj Čangjang, Hubei             | vladavina kralja Vuja   | 316 pr. n. št. vključena v Čin                        |
| Ba                                                        | 巴               | Pingdu (平都)                       | okraj Fengdu, Čongčing            | vladavina kralja Vuja   | 316 pr. n. št. vključena v Čin                        |
| Ba                                                        | 巴               | Dži (枳)                            | okraj Fuling, Čongčing            | vladavina kralja Vuja   | 316 pr. n. št. vključena v Čin                        |
| Ba                                                        | 巴               | Džjangdžov (江州)                   | Čongčing                          | vladavina kralja Vuja   | 316 pr. n. št. vključena v Čin                        |
| Ba                                                        | 巴               | Djandžjang (垫江)                   | okraj Hečuan, Čongčing            | vladavina kralja Vuja   | 316 pr. n. št. vključena v Čin                        |
| Ba                                                        | 巴               | Langdžong (閬中)                    | Langdžong, Sečuan                 | vladavina kralja Vuja   | 316 pr. n. št. vključena v Čin                        |
| Bi                                                        | 畢               | Bi                                  | ni znano                          | vladavina kralja Vuja   | ni znano                                              |
| Bijang, Fujang                                            | 偪陽 ali 傅陽    | Bijang                              | okraj Jičeng, Šandong             | ni znano                | 563 pr. n. št. vključena v Song                       |
| Caj                                                       | 蔡               | Šangcaj (上蔡)                      | okraj Šangcaj, Henan              | vladavina kralja Vuja   | 447 pr. n. št. vključena v Ču                         |
| Caj                                                       | 蔡               | Šincaj (新蔡)                       | kkraj Šincaj, Henan               | vladavina kralja Vuja   | 447 pr. n. št. vključena v Ču                         |
| Caj                                                       | 蔡               | Šjancaj ˙(下蔡)                     | okraj Fengtaj, Anhui              | vladavina kralja Vuja   | 447 pr. n. št. vključena v Ču                         |
| Cao                                                       | 曹               | Taočju (陶丘)                       | okraj Dingtao, Heze, Šandong      | vladavina kralja Vuja   | 487 pr. n. št. vključena v Song                       |
| Čao                                                       | 巢               | Čao                                 | Čaohu, Anhui                      | ni znano                | ok. 5. stoletja pr. n. št. vključena v Vu             |
| Čen                                                       | 陳               | Vangčju (宛丘)                      | okraj Huaijang, Džovkov, Henan    | vladavina kralja Vuja   | 479 pr. n. št. vključena v Ču                         |
| Čeng                                                      | 郕 ali 成        | Čeng                                | okraj Ningjang, Šandong           | vladavina kralja Vuja   | 408 pr. n. št. vključena v Či                         |
| Ču                                                        | 楚 ali 荊        | Danjang (丹陽)                      | okraj Šičuan, Henan               | vladavina kralja Čenga  | 223 pr. n. št. vključena v Čin                        |
| Ču                                                        | 楚 ali 荊        | Jing (郢)                           | Jingdžov, Hubei                   | vladavina kralja Čenga  | 223 pr. n. št. vključena v Čin                        |
| Ču                                                        | 楚 ali 荊        | Čen(陳)                             | okraj Huaijang, Džovkov, Henan    | vladavina kralja Čenga  | 223 pr. n. št. vključena v Čin                        |
| Ču                                                        | 楚 ali 荊        | Šovčun (壽春)                       | okraj Šov, Anhui                  | vladavina kralja Čenga  | 223 pr. n. št. vključena v Čin                        |
| Čunju, Džov                                               | 淳于 ali 州      | Džov (州)                           | Ančju, Šandong                    | vladavina kralja Vuja   | 706 pr. n. št. vključena v Či (杞)                    |
| Dai                                                       | 戴               | Dai                                 | okraj Minčuan, Henan              | ni znano                | 713 pr. n. št. vključena v Dženg                      |
| Dao                                                       | 道               | Dao                                 | ni znano                          | ni znano                | ni znano                                              |
| Deng                                                      | 鄧               | Deng                                | Dendžov, Henan                    | pred Zahodnim Džovom    | 678 pr. n. št. vključena v Ču                         |
| E                                                         | 鄂               | E                                   | Nanjang, Henan                    | pred Zahodnim Džovom    | 863 pr. n. št. vključena v Ču                         |
| Fan                                                       | 番 ali 潘 ali 鄱 | Fan                                 | okraj Guši, Henan                 | ni znano                | 504 pr. n. št. vključena v Vu                         |
| Fan                                                       | 凡               | Fan                                 | Huišjan, Henan                    | ni znano                | ni znano                                              |
| Fan                                                       | 樊               | Fan                                 | okraj Čangan, Šaanši              | vladavina kralja Šuana  | 635 pr. n. št. vključena v Džin                       |
| Fan                                                       | 樊               | Jang (陽)                           | Džijuan, Henan                    | vladavina kralja Šuana  | 635 pr. n. št. vključena v Džin                       |
| Gan                                                       | 甘               | Gan                                 | okraj Juanjang, Henan             | vladavina kralja Šjanga | ni znano                                              |
| Gao                                                       | 郜               | Gao                                 | okraj Čengvu, Šandong             | vladavina kralja Vuja   | 8. stoletje pr. n. št. vključena v Song               |
| Ge                                                        | 葛               | Ge                                  | okraj Ningling, Henan             | pred Zahodnim Džovom    | ni znano                                              |
| Gong                                                      | 鞏               | Gong                                | Šjaoji, Henan                     | ni znano                | 516 pr. n. št. vključena v Džin                       |
| Gong                                                      | 共               | Gong                                | Hujšjan, Henan                    | ni znano                | sredi 7. stoletja pr. n. št. vključena v Vej          |
| Guang                                                     | 光               | Guang                               | okraj Guangšan, Henan             | pred Zahodnim Džovom    | 650 pr. n. št. vključena v Ču                         |
| Guo                                                       | 郭               | Guo                                 | Ljaočeng, Šandong                 | ni znano                | 670 pr. n. št. vključena v Či                         |
| Vzhodni Guo                                               | 東虢             | Dži (制)                            | Šingjang, Henan                   | vladavina kralje Vuja   | 767 pr. n. št. vključena v Dženg                      |
| Zahodni Guo                                               | 西虢             | Jongdi (雍地)                       | Baodži, Šaanši                    | vladavina kralje Vuja   | 687 pr. n. št. vključena v Džin                       |
| Zahodni Guo                                               | 西虢             | Šangjang (上陽)                     | Okraj Šan, Henan                  | vladavina kralje Vuja   | 687 pr. n. št. vključena v Džin                       |
| Hu                                                        | 胡               | Hu                                  | okraj Vujang, Henan               | ni znano                | 763 pr. n. št. vključena v Dženg                      |
| Hua                                                       | 滑               | Hua                                 | okraj Minčuan, Henan              | ni znano                | 627 pr. n. št. vključena v Čin                        |
| Hua                                                       | 滑               | Fej (費)                            | Janši, Henan                      | ni znano                | 627 pr. n. št. vključena v Čin                        |
| Huang                                                     | 黃               | Longgu Šjang                        | okraj Huangčuan, Henan            | ni znano                | 648 pr. n. št. vključena v Ču                         |
| Hui                                                       | 鄶 ali 會 ali 檜 | Hui                                 | Šindženg, Henan                   | ni znano                | 769 pr. n. št. vključena v Dženg                      |
| Ji                                                        | 紀               | Ji                                  | Šovguang, Šandong                 | ni znano                | 690 pr. n. št. vključena v Či                         |
| Ji                                                        | 極               | Ji                                  | okraj Šan, Šandong                | ni znano                | 721 pr. n. št. vključena v Lu                         |
| Ji                                                        | 祭               | Ji                                  | Čangjuan, Henan                   | vladavina kralja Vuja   | 750 pr. n. št. vključena v Dženg                      |
| Ji                                                        | 祭               | Guan (管)                           | Džengdžov, Henan                  | vladavina kralja Vuja   | 750 pr. n. št. vključena v Dženg                      |
| Džiang                                                    | 江               | Džiang (江)                         | okraj Ši, Henan                   | 1101 pr. n. št.         | 623 pr. n. št. vključena v Ču                         |
| Džjang                                                    | 蔣               | Džjang                              | okraj Guši, Henan                 | vladavina kralja Čenga  | 617 pr. n. št. vključena v Ču                         |
| Džie                                                      | 介               | Džie                                | Džjaodžov, Šandong                | ni znano                | ni znano, vključena v Či                              |
| Džin                                                      | 晉               | Tang (唐), ali Džin                 | okraj Jičeng, Šanši               | vladavina kralja Čenga  | 376 pr. n. št. vključena v Han in Džao                |
| Džin                                                      | 晉               | Čuvo (曲沃)                         | okraj Venši, Šanši                | vladavina kralja Čenga  | 376 pr. n. št. vključena v Han in Džao                |
| Džin                                                      | 晉               | Džjang (絳) ali Ji (翼)             | okraj Jičeng, Šanši               | vladavina kralja Čenga  | 376 pr. n. št. vključena v Han in Džao                |
| Džin                                                      | 晉               | Šintjan (新田) ali Šindžjang (新絳) | Houma, Šanši                      | vladavina kralja Čenga  | 376 pr. n. št. vključena v Han in Džao                |
| Džu                                                       | 莒               | Džjegen (介根)                      | Džjaodžu, Šandong                 | vladavina kralja Vuja   | 431 pr. n. št. vključena v Ču                         |
| Džu                                                       | 莒               | Ju                                  | Okraj Džu, Šandong                | vladavina kralja Vuja   | 431 pr. n. št. vključena v Ču                         |
| Laj                                                       | 萊               | Čangle (昌樂)                       | okraj Čangle, Šandong             | pred Zahodnim Džovom    | 567 pr. n. št. vključena v Či                         |
| Lan                                                       | 濫               | Lan                                 | Tengdžov, Šandong                 | 781 pr. n. št.          | 521 pr. n. št. vključena v Lu                         |
| Liang                                                     | 梁               | Liang                               | Hančeng, Šaanši                   | ni znano                | 641 pr. n. št. vključena v Čin                        |
| Liao, Miu                                                 | 蓼 ali 繆        | Liao                                | okraj Guši, Henan                 | ni znano                | 622 pr. n. št. vključena v Ču                         |
| Liu                                                       | 劉               | Liu                                 | Janši, Henan                      | 592 pr. n. št.          | ok. 5. stoletja pr. n. št. vključena v Dinastijo Džov |
| Lu                                                        | 魯               | Lu                                  | okraj Lušan, Henan                | vladavina kralja Čenga  | 256 pr. n. št. vključena v Ču                         |
| Lu                                                        | 魯               | Jančeng (奄城)                      | Čufu, Šandong                     | vladavina kralja Čenga  | 256 pr. n. št. vključena v Ču                         |
| Lu                                                        | 魯               | Čufu (曲阜)                         | Čufu, Šandong                     | vladavina kralja Čenga  | 256 pr. n. št. vključena v Ču                         |
| Lü                                                        | 呂               | Lü                                  | Nanjang, Henan                    | ni znano'               | 688 pr. n. št. vključena v Ču                         |
| Mao                                                       | 毛               | Mao                                 | okraj Čišan, Šaanši               | vladavina kralja Vuja   | 516 pr. n. št. vključena v Čin                        |
| Mao                                                       | 茅               | Mao                                 | okraj Džinšjang, Šandong          | vladavina kralja Čenga  | 6. stoletje pr. n. št. vključena v Džov               |
| Pangšan                                                   | 庞山             | Pangšan (庞山)                      | ni znano                          | vladavina kralja Vuja   | ni znano                                              |
| Ni, Šjaodžu                                               | 郳 ali 小邾      | Ni                                  | okraj Šanting, Zaodžuang, Šandong | vladavina kralja Čenga  | 335 pr. n. št. vključena v Ču                         |
| Či                                                        | 齊               | Jingčju (營丘) ali Linzi (臨淄)     | okraj Linzi, Zibo, Šandong        | vladavina kralja Vuja   | 221 pr. n. št. vključena v Čin                        |
| Či, Henan                                                 | 杞               | Či                                  | okraj Či, Henan                   | pred Zahodnim Džovom    | 445 pr. n. št. vključena v Ču                         |
| Či, Henan                                                 | 杞               | Pingjang (平陽)                     | Šintaj, Šandong                   | pred Zahodnim Džovom    | 445 pr. n. št. vključena v Ču                         |
| Či, Henan                                                 | 杞               | Juanling (緣陵)                     | okraj Čangle, Šandong             | pred Zahodnim Džovom    | 445 pr. n. št. vključena v Ču                         |
| Či, Henan                                                 | 杞               | Čunju (淳于)                        | Ančju, Šandong                    | pred Zahodnim Džovom    | 445 pr. n. št. vključena v Ču                         |
| Čin                                                       | 秦               | Čin                                 | okraj Čingšuj, Gansu              | vladavina kralja Šjaoja | 206 pr. n. št. vključena v Zahodni Ču                 |
| Čin                                                       | 秦               | Čjan (汧)                           | okraj Long, Šaanši                | vladavina kralja Šjaoja | 206 pr. n. št. vključena v Zahodni Ču                 |
| Čin                                                       | 秦               | Pingjang (平陽)                     | okraj Mei, Šaanši                 | vladavina kralja Šjaoja | 206 pr. n. št. vključena v Zahodni Ču                 |
| Čin                                                       | 秦               | Jong (雍)                           | okraj Fengšjang, Šaanši           | vladavina kralja Šjaoja | 206 pr. n. št. vključena v Zahodni Ču                 |
| Čin                                                       | 秦               | Juejang (櫟陽)                      | okraj Janljang, Šjan, Šaanši      | vladavina kralja Šjaoja | 206 pr. n. št. vključena v Zahodni Ču                 |
| Čin                                                       | 秦               | Šjanling (咸阳)                     | Šjanjang, Šaanši                  | vladavina kralja Šjaoja | 206 pr. n. št. vključena v Zahodni Ču                 |
| Čuan                                                      | 權               | Čuan                                | Džingmen, Hubei                   | ni znano                | 704 pr. n. št. vključena v Ču                         |
| Ren                                                       | 任               | Ren                                 | okraj Vejšan, Šandong             | ni znano                | obdobje vojskujočih se držav                          |
| Ruo                                                       | 鄀               | Šangruo (上鄀) ali Šangmi (商密)    | okraj Šičuan, Henan               | ni znano                | ni znano                                              |
| Ruo                                                       | 鄀               | Šjaruo (下鄀)                       | Jičeng, Hubei                     | ni znano                | ni znano                                              |
| Šao                                                       | 召 ali 邵        | Šao                                 | okraj Čišan, Šaanši               | vladavina kralja Vuja   | 513 pr. n. št. vključena v Dinastijo Džov             |
| Šan, Tan                                                  | 單 ali 檀        | Šan                                 | okraj Mengdžin, Henan             | vladavina kralja Čenga  | ni znano                                              |
| Šen, Šie                                                  | 申 or 謝         | Šen                                 | Nanjang, Henan                    | vladavina kralja Šuana  | 688 – 680 pr. n. št. vključena v Ču                   |
| Šen                                                       | 沈               | Šen                                 | okraj Linčuan, Anhui              | vladavina kralja Čenga  | 506 pr. n. št. vključena v Cai                        |
| Šu                                                        | 蜀               | ni znano                            | ni znano                          | ni znano                | 316 pr. n. št. vključena v Čin                        |
| Song                                                      | 宋               | Šangčju (商丘)                      | Šangčju, Henan                    | vladavina kralja Čenga  | 286 pr. n. št. vključena v Či                         |
| Su                                                        | 宿               | Su                                  | okraj Dongping, Šandong           | ni znano                | 7. stoletje pr. n. št. vključena v Song               |
| Sui                                                       | 遂               | Sui                                 | okraj Ningang, Šandong            | pred Zahodnim Džovom    | 681 pr. n. št. vključena v Či                         |
| Tan                                                       | 郯               | Tan                                 | okraj Tančeng, Šandong            | ni znano                | 414 pr. n. št. vključena v Jue                        |
| Tan                                                       | 譚               | Tan                                 | Džangčju, Šandong                 | ok. 1046 pr. n. št.     | 684 pr. n. št. vključena v Či                         |
| Teng                                                      | 滕               | Teng                                | okraj Teng, Šandong               | vladavina kralja Vuja   | 297 pr. n. št. vključena v Song                       |
| Vangšu                                                    | 王叔             | Vangšu                              | okraj Mengdžin, Henan             | vladavina kralja Šjanga | 563 pr. n. št. vključena v Dinastijo Džov             |
| Vej                                                       | 衛               | Džaoge (朝歌)                       | okraj Či, Henan                   | vladavina kralja Čenga  | 209 pr. n. št. vključena v Čin                        |
| Vej                                                       | 衛               | Cao (曹)                            | okraj Hua, Henan                  | vladavina kralja Čenga  | 209 pr. n. št. vključena v Čin                        |
| Vej                                                       | 衛               | Čučju (楚丘)                        | okraj Hua, Henan                  | vladavina kralja Čenga  | 209 pr. n. št. vključena v Čin                        |
| Vej                                                       | 衛               | Dičju (帝丘)                        | okraj Pujang, Henan               | vladavina kralja Čenga  | 209 pr. n. št. vključena v Čin                        |
| Vej                                                       | 衛               | Jevang (野王)                       | Činjang, Henan                    | vladavina kralja Čenga  | 209 pr. n. št. vključena v Čin                        |
| Ven                                                       | 溫               | Ven                                 | okraj Ven, Henan                  | vladavina kralja Vuja   | 650 pr. n. št. vključena v Bejdi                      |
| Vu                                                        | 吳               | Vu ali Gusu (姑蘇)                  | Zodžov, džjangsu                  | ni znano                | 473 pr. n. št. vključena v Jue                        |
| Ši                                                        | 息               | Ši                                  | okraj Ši, Henan                   | ni znano                | 684 – 680 pr. n. št. vključena v Ču                   |
| Šjan                                                      | 弦               | Šjan                                | Huanggang, Hubei                  | ni znano                | 655 pr. n. št. vključena v Ču                         |
| Šjang                                                     | 向               | Šjang                               | okraj Džu, Šandong                | ni znano                | 721 pr. n. št. vključena v Džu                        |
| Šing                                                      | 邢               | Šing                                | Šingtaj, Hebei                    | vladavina kralja Čenga  | 632 pr. n. št. vključena v Vej                        |
| Šing                                                      | 邢               | Jiji (夷儀)                         | Ljaočeng, Šandong                 | vladavina kralja Čenga  | 632 pr. n. št. vključena v Vej                        |
| Šu                                                        | 徐               | Šu                                  | okraj Tančeng, Šandong            | pred Zagodnim Džovom    | 512 pr. n. št. vključena v Vu                         |
| Šu                                                        | 許 ali 鄦        | Šu                                  | Šučang, Henan                     | vladavina kralja Vuja   | ok. 5. stoletja pr. n. št. vključena v Ču             |
| Šu                                                        | 許 ali 鄦        | Je (葉)                             | okraj Je, Henan                   | vladavina kralja Vuja   | ok. 5. stoletja pr. n. št. vključena v Ču             |
| Šu                                                        | 許 ali 鄦        | Ji (夷) ali Čengfu (城父)           | Bodžov, Anhui                     | vladavina kralja Vuja   | ok. 5. stoletja pr. n. št. vključena v Ču             |
| Šu                                                        | 許 ali 鄦        | Ši (析)                             | okraj Šišja, Henan                | vladavina kralja Vuja   | ok. 5. stoletja pr. n. št. vključena v Ču             |
| Šu                                                        | 許 ali 鄦        | Rongčeng (容城)                     | okraj Lušan, Henan                | vladavina kralja Vuja   | ok. 5. stoletja pr. n. št. vključena v Ču             |
| Šue, Pi                                                   | 薛 ali 邳        | Šue                                 | Tengdžov, Šandong                 | pred Zahodnim Džovom    | 418 pr. n. št. vključena v Či                         |
| Šue, Pi                                                   | 薛 ali 邳        | Šjapi (下邳)                        | okraj Pi, Džjangsu                | pred Zahodnim Džovom    | 418 pr. n. št. vključena v Či                         |
| Šue, Pi                                                   | 薛 ali 邳        | Šangpi (上邳)                       | okraj Pi, Džjangsu                | pred Zahodnim Džovom    | 418 pr. n. št. vključena v Či                         |
| Šuču                                                      | 須句             | Šuču                                | okraj Dongping, Šandong           | ni znano                | 620 pr. n. št. vključena v Lu                         |
| Jan                                                       | 燕               | Bo (亳) ali Šengdžu (聖聚)          | okraj Fangšan, Peking             | vladavina kralja Vuja   | 222 pr. n. št. vključena v Čin                        |
| Jan                                                       | 燕               | Džičeng (薊)                        | Peking                            | vladavina kralja Vuja   | 222 pr. n. št. vključena v Čin                        |
| Južni Jan                                                 | 南燕             | Jan                                 | okraj Jandžin, Henan              | ni znano                | ni znano                                              |
| Jan                                                       | 鄢               | Jan                                 | okraj Janling, Henan              | vladavina kralja Vuja   | 769 pr. n. št. vključena v Dženg                      |
| Jang                                                      | 陽               | Jang                                | okraj Jinan, Šandong              | ni znano                | 660 pr. n. št. vključena v Či                         |
| Jin                                                       | 尹               | Jin                                 | okraj Šinan, Henan                | vladavina kralja Šuana  | ni znano                                              |
| Jing                                                      | 應               | Jing                                | Pingdingšan, Henan                | vladavina kralja Čenga  | 646 pr. n. št. vključena v Ču                         |
| Ju                                                        | 邘 ali 于        | Ju                                  | Činjang, Henan                    | vladavina kralja Vuja   | ni znano                                              |
| Ju                                                        | 鄅               | Ju                                  | Linji, Šandong                    | ni znano                | 524 pr. n. št. vključena v Lu                         |
| Juan                                                      | 原               | Juan                                | Džijuan, Henan                    | vladavina kralja Vuja   | 635 pr. n. št. vključena v Džin                       |
| Jue                                                       | 越               | Kuajdži (會稽)                      | Šaošing, Džedžjang                | ni znano                | 306 pr. n. št. vključena v Ču                         |
| Jue                                                       | 越               | Langja (琅邪)                       | Džjaonan, Šandong                 | ni znano                | 306 pr. n. št. vključena v Ču                         |
| Jue                                                       | 越               | Vu (吳)                             | Sudžov, Džjangsu                  | ni znano                | 306 pr. n. št. vključena v Ču                         |
| Dzeng, Sui                                                | 曾 ali 隨        | Sui                                 | Suidžov, Hubei                    | ni znano                | ni znano, vključena v Ču                              |
| Dzeng                                                     | 鄫               | Dzeng                               | okraj Fangčeng, Henan             | pred Zahodnim Džovom    | 567 pr. n. št. vključena v Džu                        |
| Dzhan                                                     | 詹               | ni znano                            | ni znano                          | 827 pr. n. št.          | ni znano                                              |
| Džang                                                     | 鄣               | Džang                               | okraj Dongping, Šandong           | zgodnji Zahodni Džov    | 664 pr. n. št. vključena v Či                         |
| Dženg                                                     | 鄭               | Dženg                               | okraj Hua, Šaanši                 | 806 pr. n. št.          | 375 pr. n. št. vključena v Han                        |
| Dženg                                                     | 鄭               | Šindženg (新鄭)                     | Šindženg, Henan                   | 806 pr. n. št.          | 375 pr. n. št. vključena v Han                        |
| Džongšan                                                  | 中山             | Gu (顧)                             | Dingdžov, Hebei                   | 506 pr. n. št.          | 296 pr. n. št. vključena v Džao                       |
| Džongšan                                                  | 中山             | Lingšov (靈壽)                      | okraj Lingšov, Hebei              | 506 pr. n. št.          | 296 pr. n. št. vključena v Džao                       |
| Džov                                                      | 周               | Džov                                | okraj Fengšjang, Šaanši           | vladavina kralja Vuja   | ni znano                                              |
| Džovlaj                                                   | 州來             | Džovlaj                             | okraj Fengtaj, Anhui              | 8. stoletje pr. n. št.  | 528 pr. n. št. vključena v Ču                         |
| Džu                                                       | 祝               | Džu                                 | okraj Čangčing, Džinan, Šandong   | vladavina kralja Vuja   | 768 pr. n. št. vključena v Či                         |
| Džu                                                       | 鑄               | Džu                                 | Fejčeng, Šandong                  | vladavina kralja Vuja   | ni znano, vključena v Či                              |
| Džuan                                                     | 鄟               | Džuan                               | Tančeng, Šandong                  | ni znano                | 585 pr. n. št. vključena v Lu                         |
| Džuanju                                                   | 顓臾             | Džuanju                             | okraj Pingji, Šandong             | vladavina kralja Vuja   | ni znano                                              |
| Džu                                                       | 鄒 ali 邾        | Džu(邾)                             | Kufu, Šandong                     | vladavina kralja Vuja   | 4. stoletje pr. n. št. vključena v Ču                 |
| Džu                                                       | 鄒 ali 邾        | Džov (鄒)                           | Dzovčeng, Šandong                 | vladavina kralja Vuja   | 4. stoletje pr. n. št. vključena v Ču                 |
| Ključ:                                                    |                  |                                     |                                   |                         |                                                       |
| Hegemon                                                   |                  |                                     |                                   |                         |                                                       |
| Opomba: glavna mesta so razvrščena po časovnem zaporedju. |                  |                                     |                                   |                         |                                                       |